# Craig McLachlan
Pour les articles homonymes, voir McLachlan.
Craig Dougall McLachlan (né le 1er septembre 1965 à Long Jetty) est un acteur, musicien, chanteur et compositeur australien.
Il est surtout connu pour ses apparitions dans les séries télévisées Les Voisins, Summer Bay et Bugs.
Il a reçu trois le prix Logie de l'acteur le plus populaire.